# 기타아다치군

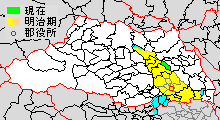
사이타마현 기타아다치군의 범위. 녹색: 이나정, 하늘색: 다른 군에서 편입된 구역, 연노랑: 다른 군으로 편입된 지역

기타아다치군(일본어: 北足立郡, きたあだちぐん)은 사이타마현의 군이다.
인구 44,932명, 면적 14.79km², 인구밀도 3,038명/km².(2025년 6월 1일, 추계인구)
이하 1정으로 구성된다.
- 이나정(伊奈町)

군청은 1926년에 폐지될 때까지 우라와정(현 사이타마시 우라와구)에 있었다. 군명은 지금까지의 아다치군을 사이타마현에 속하는 지역과 도쿄부에 속하는 지역으로 나누었을 때 북쪽에 해당하는 사이타마현 쪽을 기타아다치군, 남쪽에 해당하는 도쿄부 쪽을 미나미아다치군으로 한 것에서 유래했다.

## 군역
이나정 외에 현재의 형정구역 상으로 아래 지역을 포함한다. ●는 니쿠라군에서 편입, ▲는 니쿠라군 이외의 다른 군에서 편입된 지역을 나타낸다.
사이타마현
- 사이타마시(이와쓰키구를 제외한 전역)
- 가와구치시(전역)
- 교다시(기타사이타마군에서 편입)▲
- 고노스시(구 가와사토정을 제외한 전역)▲
- 아게오시(전역)
- 소카시(전역)▲
- 고시가야시▲
- 와라비시(전역)
- 도다시(전역)●
- 아사카시(전역)●
- 시키시(전역)●▲
- 와코시(전역)●
- 니자시(전역)●
- 오케가와시(전역)
- 기타모토시(전역)
- 후지미시▲

도쿄도
- 기타구
- 니시토쿄시(구 호야시)●

## 역사
- 1889년4월 1일 - 정촌제 시행으로 아래의 정촌이 발족.(11정 59촌)

- 우라와정(浦和町): 현 사이타마시
- 무쓰지촌(六辻村): 현 사이타마시
- 쓰치아이촌(土合村): 현 사이타마시
- 미야모토촌(美谷本村): 현 도다시
- 사사메촌(笹目村): 현 도다시
- 도다촌(戸田村): 현 도다시
- 와라비정(蕨町): 현 와라비시
- 시바촌(芝村): 현 가와구치시
- 아오키촌(青木村): 현 가와구치시
- 요코조네촌(横曽根村): 현 가와구치시
- 가와구치정(川口町): 현 가와구치시
- 미나미히라야나기촌(南平柳村): 현 가와구치시
- 신고촌(新郷村): 현 가와구치시
- 아쓰카촌(谷塚村): 현 소카시
- 소카정(草加町): 현 소카시
- 신덴촌(新田村): 현 소카시
- 안교촌(安行村): 현 가와구치시
- 하토가야정(鳩ヶ谷町): 현 가와구치시
- 기타히라야나기촌(北平柳村): 현 가와구치시
- 가미네촌(神根村): 현 가와구치시
- 도즈카촌(戸塚村): 현 가와구치시
- 다이몬촌(大門村): 현 사이타마시
- 노다촌(野田村): 현 사이타마시
- 오마기촌(尾間木村): 현 사이타마시
- 야다촌(谷田村): 현 사이타마시
- 미무로촌(三室村): 현 사이타마시
- 가타야나기촌(片柳村): 현 사이타마시
- 기자키촌(木崎村): 현 사이타마시
- 요노정(与野町): 현 사이타마시
- 오쿠보촌(大久保村): 현 사이타마시
- 마미야촌(馬宮村): 현 사이타마시
- 우에미즈촌(植水村): 현 사이타마시
- 미나키촌(並木村): 현 사이타마시
- 오미야정(大宮町): 현 사이타마시
- 오사토촌(大砂土村): 현 사이타마시
- 미야하라촌(宮原村): 현 사이타마시
- 닛신촌(日進村): 현 사이타마시
- 사시오기촌(指扇村):현 사이타마시
- 히라타카촌(平方村): 현 아게오시
- 오야촌(大谷村): 현 아게오시
- 오이시촌(大石村): 현 아게오시
- 아게오정(上尾町): 현 아게오시
- 가미히라촌(上平村): 현 아게오시
- 고무로촌(小室村): 현 이나정
- 고바리촌(小針村): 현 이나정
- 가노촌(加納村): 현 오케가와시
- 오케가와정(桶川町): 현 오케가와시
- 가와타야촌(川田谷村): 현 오케가와시
- 이시도촌(石戸村): 현 기타모토시
- 마무로촌(馬室村): 현 고노스시
- 나카마루촌(中丸村): 현 기타모토시
- 조코촌(常光村): 현 고노스시
- 고노스정(鴻巣町): 현 고노스시
- 다마미야촌(田間宮村): 현 고노스시
- 미다촌(箕田村): 현 고노스시
- 고야촌(小谷村): 현 고노스시
- 후키아게촌(与野町): 현 고노스시
- 후카사쿠촌외3촌조합 - 마루가사키촌(丸ヶ崎村), 후카사쿠촌(深作村), 미야가야토촌(宮ヶ谷塔村), 고후카사쿠촌(小深作村): 현 사이타마시
- 오야촌외6촌조합 - 히자코촌(膝子村), 히가시미야시타촌(東宮下村), 오야촌(大谷村), 니즈쓰미촌(新堤村), 사루가야토촌(猿ヶ谷戸村), 훗토노촌(風渡野村), 히가시몬젠촌(東門前村): 현 사이타마시
- 히라이치정외1촌조합 - 하라이치정(原市町), 가와라부키촌(瓦葺村): 현 아게오시

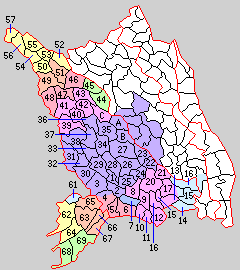
1.우라와정 2.무쓰지촌 3.쓰치아이촌 4.미야모토촌 5.사사메촌 6.도다촌 7.와라비정 8.시바촌 9.아오키촌 10.요코조네촌 11.가와구치정 12.미나미히라야나기촌 13.신고촌 14.아쓰카촌 15.소카정 16.신덴촌 17.안교촌 18.하토가야정 19.기타히라야나기촌 20.가미네촌 21.도즈카촌 22.다이몬촌 23.노다촌 24.오마기촌 25.야다촌 26.미무로촌 27.가타야나기촌 28.기자키촌 29.요노정 30.오쿠보촌 31.마미야촌 32.우에미즈촌 33.미나키촌 34.오미야정 35.오사토촌 36.미야하라촌 37.닛신촌 38.사시오기촌 39.히라타카촌 40.오야촌 41.오이시촌 42.아게오정 43.가미히라촌 44.고무로촌 45.고바리촌 46.가노촌 47.오케가와정 48.가와타야촌 49.이시도촌 50.마무로촌 51.나카마루촌 52.조코촌 53.고노스정 54.다마미야촌 55.미다촌 56.고야촌 57.후키아게촌 61.시키정 62.오와다정 63.히자오리촌 64.가타야마촌 65.우치마기촌 66.니쿠라촌 67.시라코촌 68.호야촌 A.후카사쿠촌외3촌조합 B.오야촌외6촌조합 C.히라이치정외1촌조합

- 1889년 6월 1일 - 오야촌외6촌조합이 , 동명의 오야촌과의 혼동 때문에 히자코촌외6촌조합으로 개칭.
- 1891년 12월 23일 - 미나키촌이 미하시촌(三橋村)으로 개칭.
- 1892년 9월 21일 - 후카사쿠촌외3촌조합이 합병하여 하루오카촌(春岡村)이 발족.(11정 56촌)
- 1896년 4월 1일 - 기타아다치군·니쿠라군의 구역을 합쳐 새로이 기타아다치군이 발족. 구 니쿠라군의 2정 6촌(시키정(志木町), 오와다정(大和田町), 히자오리촌(膝折村), 가타야마촌(片山村), 우치마기촌(内間木村), 니쿠라촌(新倉村), 시라코촌(白子村), 호야촌(保谷村))이 기타아다치군 소속이 됨.(13정 62촌)
- 1901년 5월 3일 - 기타히라야나기촌이 하토가야정에 편입.(13정 61촌)
- 1907년 4월 1일 - 호야촌이 도쿄부 기타타마군 소속으로 변경.(13정 60촌)
- 1913년 4월 2일(13정 53촌)
  - 히자코촌외6촌조합이 합병하여 나나사토촌(七里村)이 발족.
  - 히라이치정외1촌조합의 가와라부키촌이 하라이치정에 편입.
- 1926년 10월 1일 - 요코조네촌의 일부가 도쿄부 기타토시마군 이와부치정에 편입.
- 1928년 11월 1일 - 히라카타촌이 정제 시행으로 히라카타정(平方町)이 돔.(14정 52촌)
- 1932년
  - 4월 1일(14정 51촌)
    - 기자키촌의 일부가 오미야정에 편입.
    - 야다촌과 기자키촌의 잔여부가 우라와정에 편입.

  - 5월 1일 - 히자오리촌이 개칭, 정제 시행으로 아사카정(朝霞町)이 됨.(15정 50촌)
- 1933년 4월 1일 - 가와구치정·요코조네촌·아오키촌·미나미히라야나기촌이 합병하여 가와구치시(川口市)이 발족, 군에서 이탈.(14정 47촌)
- 1934년
  - 2월 11일 - 우라와정이 시제 시행으로 우라와시(浦和市)가 되어 군에서 이탈.(13정 47촌)
  - 4월 29일 - 후키아게촌이 정제 시행으로 후키아게정(吹上町)이 됨.(14정 46촌)
- 1938년 7월 1일 - 무쓰지촌이 정제 시행으로 무쓰지정(六辻町)이 됨.(15정 45촌)
- 1940년
  - 4월 1일 - 하토가야정·신고촌·시바촌·가미네촌이 가와구치시에 편입.(14정 42촌)
  - 4월 17일 - 오마기촌·미무로촌이 우라와시 편입.(14정 40촌)
  - 11월 3일 - 오미야정·닛신촌·미하시촌·오사토촌·미야하라촌이 합병하여 오미야시(大宮市)가 발족, 군에서 이탈.(13정 36촌)
  - 11월 23일 - 야쓰카촌이 정제 시행으로 야쓰카정(谷塚町)이 됨.(14정 35촌)
- 1941년
  - 4월 10일 - 후키아게정이 오사토군 구게촌의 일부를 편입.
  - 6월 1일 - 도다촌이 정제 시행으로 도다정(戸田町)이 됨.(15정 34촌)
- 1942년 4월 1일 - 무쓰지정이 우라와시에 편입.(14정 34촌)
- 1943년
  - 2월 11일 - 나카마루촌·이시도촌이 합병하여 기타모토슈쿠촌(北本宿村)이 발족.(14정 33촌)
  - 4월 1일(15정 30촌)
    - 니쿠라촌·시라코촌이 합병하여 야마토정(大和町)이 발족.
    - 미야모토촌·사사메촌이 합병하여 미사사촌(美笹村)이 발족.

  - 7월 15일 - 고바리촌·고무로촌이 합병하여 이나촌(伊奈村)이 발족.(15정 29촌)
- 1944년(15정 28촌)
  - 2월 11일 - 시키정(志木町)·우치마기촌과 이루마군 무네오카촌·미즈타니촌이 합병하여 기타아다치군 시키정(志紀町)이 방족.
  - 우치마기촌의 일부가 미사사촌에 편입.
- 1948년 4월 1일 - 시키정(志紀町)이 폐지되고, 시키정(志木町)·우치마기촌·무네오카촌·미즈타니촌을 재설치. 무네오카촉과 미즈타니촌은 기타아다치군 소속으로 남게 됨.(15정 31촌)
- 1950년 11월 1일 - 야마구치시의 일부가 분할되어 기타아다치군 하토가야정(鳩ヶ谷町)을 재설치.(16정 31촌)
- 1954년
  - 7월 1일(16정 27촌)
    - 고노스정·다마미야촌·미다촌·마무로촌과 기타사이타마군 가사하라촌이 합병하여, 새로이 기타아다치군 고노스정(鴻巣町)이 발족.
    - 후키아게정·고야촌이 합병하여, 새로이 후키아게정(吹上町)이 발족.

  - 9월 30일 - 고노스정이 조코촌을 편입하여 시로 승격하여 고노스시(鴻巣市)가 발족, 군에서 이탈.(15정 26촌)
- 1955년
  - 1월 1일(12정 13촌)
    - 쓰치아이촌·오쿠보촌이 우라와시에 편입.
    - 하루오카촌·나나사토촌·가타야나기촌·우에미즈촌·마미야촌·사시오기촌이 오미야시에 편입.
    - 오케가와정·가노촌이 합병하여, 새로이 오케가와정(桶川町)이 발족.
    - 아게오정·하라이치정·히라카타정·오야촌·오이시촌·가미히라촌이 합병하여, 새로이 아게오정(上尾町)이 발족.
    - 소카정·야쓰카정·신덴촌이 합병하여, 새로이 소카정(草加町)이 발족.

  - 3월 1일 - 오와다정·가타야마촌이 합병하여 니자정(新座町)이 발족.(12정 11촌)
  - 3월 10일 - 오케가와정·가와타야촌이 합병하여, 새로이 오케가와정(桶川町)이 발족.(12정 10촌)
  - 4월 1일
    - 아사카정·우치마기촌이 합병하여, 새로이 아사카정(朝霞町)이 발족.(12정 9촌)
    - 아게오정의 일부가 아사카정에 편입.

  - 4월 2일 - 오케가와정의 일부가 아게오정에 편입.
  - 5월 3일 - 시키정·무네오카촌이 합병하여 아다치정(足立町)이 발족.(12정 8촌)
  - 8월 1일 - 소카정이 미나미사이타마군 가와야기촌을 편입.
  - 9월 30일 - 후키아게정이 기타사이타마군 오이촌의 일부를 편입.
  - 10월 1일 - 후키아게정과 기타사이타마군 시모오시촌이 합병하여, 새로이 기타아다치군 후키아게정(吹上町)이 발족.
  - 11월 3일 - 소카정의 일부가 미나미사이타마군 고가야시정(현 고시가야시)에 편입.
- 1956년
  - 4월 1일(12정 5촌)
    - 후키아게정의 일부가 교다시에 편입.
    - 안교촌이 가와구치시에 편입.
    - 도즈카촌·다이몬촌·노다촌이 합병하여 미소노촌(美園村)이 발족.

  - 9월 28일 - 소카정이 미나미사이타마군 하치조촌의 일부를 편입.
  - 9월 30일 - 미즈타니촌과 이루마군 쓰루세촌·[[난바타촌]이 합병하여 이루마군 후지미정(현 후지미시)이 발족.(12정 4촌)
- 1957년
  - 5월 1일 - 소카정이 가와구치시의 일부를 편입.
  - 7월 20일 - 미사사촌이 도다정에 편입.(12정 3촌)
- 1958년(昭和33年)
  - 7월 15일 - 아게오정·요노정이 시제 시행으로 각각 아게오시(上尾市)·요노시(与野市)가 되어, 군에서 이탈.(10정 3촌)
  - 11월 1일 - 소카정이 시제 시행으로 소카시(草加市)가 되어, 군에서 이탈.(9정 3촌)
- 1959년
  - 4월 1일(8정 3촌)
    - 와라비정이 시제 시행으로 와라비시(蕨市)이 되어, 군에서 이탈.
    - 도다정의 일부가 우라와시에 편입.

  - 11월 3일 - 기타모토슈쿠촌이 정제 시행을 하며 개칭하여 기타모토정이 됨.(9정 2촌)
- 1962년 5월 1일(9정 1촌)
  - 미소노촌의 일부가 우라와시에 편입.
  - 미소노촌의 잔여부가 가와구치시에 편입.
- 1966년 10월 1일 - 도다정이 시제 시행으로 도다시(戸田市)가 되어, 군에서 이탈.(8정 1촌)
- 1967년
  - 3월 1일 - 히토가야정이 시제 시행으로 하토가야시(鳩ヶ谷市)가 되어, 군에서 이탈.(7정 1촌)
  - 3월 15일 - 아사키정이 시제 시행으로 아사카시(朝霞市)가 되어, 군에서 이탈.(6정 1촌)
- 1970년
  - 10월 26일 - 아다치정이 개칭, 당일 시제 시행으로 시키시(志木市)가 되어, 군에서 이탈.(5정 1촌)
  - 10월 31일 - 야마토정이 개칭, 당일 시제 시행으로 와코시(和光市)가 되어, 군에서 이탈.(4정 1촌)
  - 11월 1일(4정)
    - 나자정이 시제 시행으로 니자시(新座市)가 되어, 군에서 이탈.
    - 이나촌이 정제 시행으로 이나정(伊奈町)となる.

  - 11월 3일 - 오케가와정이 시제 시행으로 오케가와시(桶川市)가 되어, 군에서 이탈.(3정)
- 1971년 11월 3일 - 기타모토정이 시제 시행으로 기타모토시(北本市)가 되어, 군에서 이탈.(2정)
- 2005년 10월 1일 - 후키아게정이 고노스시에 편입.(1정)